# Notação citogenética
A tabela a seguir mostra os símbolos e abreviações usados na citogenética: 
| Symbol  | Description                                                                                       |
| ------- | ------------------------------------------------------------------------------------------------- |
| ,       | Separa o número modal (quantia de cromossomos), cromossomos sexuais e anormalidades cromossômicas |
| -       | Perda de um cromossomo                                                                            |
| ( )     | Agrupamento para pontos de quebra e cromossomos alterados                                         |
| +       | Ganho de um cromossomo                                                                            |
| ;       | Separa cromossomos rearranjados e pontos de quebra que envolvem mais de um cromossomo             |
| /       | Separa linhas celulares ou clones                                                                 |
| //      | Separa linhas celulares de doadores e recipientes em transplantes de medula óssea                 |
| del     | Deleção de um cromossomo                                                                          |
| der     | Cromossomo derivativo                                                                             |
| dic     | cromossomo dicêntrico                                                                             |
| dim     | intensidade do sinal diminuída                                                                    |
| dn      | abnormalidade cromossomal de novo (não herdada)                                                   |
| dup     | Duplicação de parte de um cromossomo                                                              |
| enh     | intensidade do sinal aumentada                                                                    |
| fra     | Secção frágil (Normalmente utilizada com a Síndrome do X frágil)                                  |
| h       | Região héterocromática de um cromossomo                                                           |
| i       | Isocromossomo                                                                                     |
| idic    | Cromossomo isodicêntrico (duplicação e inversão de um segmento que contém o centrómero)           |
| ins     | Inserção                                                                                          |
| inv     | Inversão                                                                                          |
| .ish    | Precede resultados do cariótipo de análises FISH                                                  |
| mar     | Cromossomo marcador                                                                               |
| mat     | Reorganização cromossomal derivada da mãe                                                         |
| p       | Braço curto de um cromossomo                                                                      |
| pat     | Reorganização cromossomal derivada do pai                                                         |
| psu dic | Pseudo dicêntrico -- Apenas um centrómero de um cromossomo dicêntrico está ativo                  |
| q       | Braço longo de um cromossomo                                                                      |
| r       | Cromossomo em anel                                                                                |
| t       | Translocação cromossômica                                                                         |
| ter     | Final de um braço (exemplo: 2qter se refere ao final do braço longo do cromossomo 2)              |
| tri     | Trissomia                                                                                         |
| trp     | Triplicação de parte de um cromossomo                                                             |